# 라켈레 무솔리니

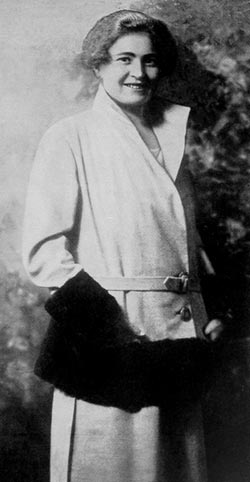
라켈레 무솔리니

라켈레 귀디(이탈리아어: Rachele Guidi, 1890년 4월 11일 ~ 1979년 10월 30일)는 이탈리아의 총리이자 파시스트 지도자 베니토 무솔리니의 두 번째 부인이다.
베니토 무솔리니의 자녀들의 대부분을 낳았다.

## 같이 보기
- 이다 달세르
- 클라라 페타치